# Crepis setosa
Crepis setosa là một loài thực vật có hoa trong họ Cúc. Loài này được Haller f. mô tả khoa học đầu tiên năm 1797.